# 横向道路
不丹的横向道路始于西南边境的彭措林，终于东边的塔希冈，连接起来很多主要城市如通萨、旺杜波德朗、帕罗、延布和普那卡。
横向道路通过了很多海拔较高的地点，像是特里莫拉（Tremo La）和都楚拉（Do Chu La），整条路上的最高的地点是查查（Chapcha），第二高的地点是位于不丹中部的特鲁姆辛拉（Trumshing La），其海拔超过3,800米。

## 社会影响
横向道路主要是由印度和尼泊尔劳动者来建设，他们的贡献对于加强不丹国家安全和地区间的联系是不可或缺的。横向道路已经带动了相关基础设施的发展，它既增加了民族团结感，又连接了不丹大地上的各个群落。
不丹的大多数货运都是由行驶在这条路上的8吨300马力（224千瓦）塔塔卡车承担运营，这些卡车经常超载并且会对道路造成损坏。这条路上有一个完整的客运客车网，而政府和私人最常见使用的车辆是四轮驱动车。

## 道路安全

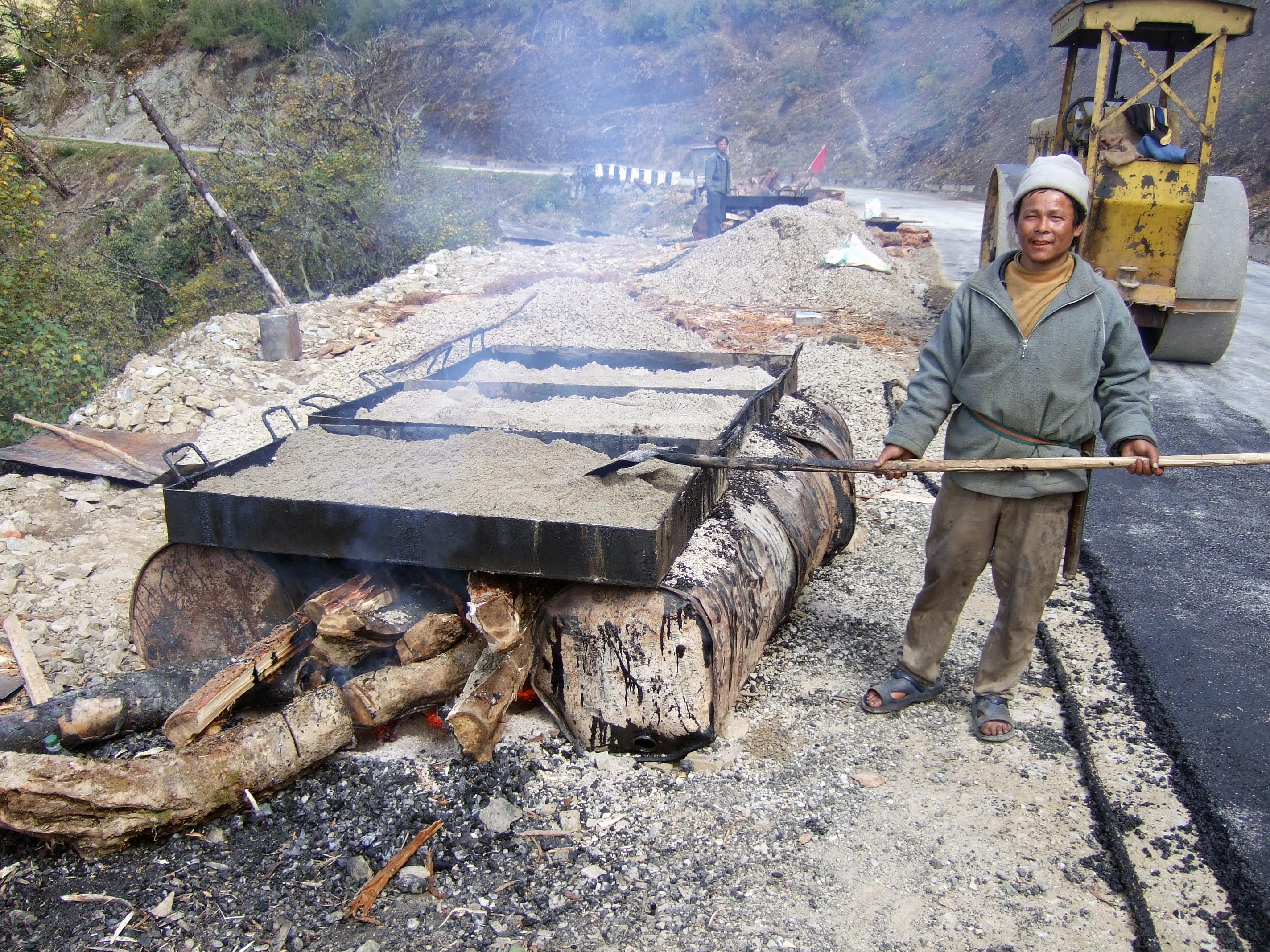
不丹的公路建设

由于大部分的地质都不稳定，所以经常会出现滑坡 ，夏季风和冬季暴风雪所导致的热胀冷缩更是催化了这种山体滑坡 。印第安劳工队伍被安置在山口的工作营地，以便在道路堵塞的情况下可以派遣他们去清理道路。工作营的条件很差，工人们减少了将岩石破碎成碎石，以清理路面。一项国际援助项目正在进行，以改善情况最恶劣的一部分道路。日本的一个援助项目，使用了能够承载更多交通量的双向梁跨度桥梁取代大多数狭窄的单向桥梁。整条路上没有红绿灯。
由于大雪封山，冬季通常会关闭道路，因此道路的交通运输也被迫停止。在道路封闭期间，禁止任何商业或公共车辆通过特鲁姆辛拉等地点 ，但私人车辆可承诺自行承担风险以通过。要清除高海拔地区的积雪，必须使用重型设备和进行人工清扫。有时候，甚至清理人员在通过时都会遇到相当大的困难。 